# 圣艾蒂安德吕格达雷斯
圣艾蒂安-德吕格达雷斯（法語：Saint-Étienne-de-Lugdarès，法語發音：[sɛ̃t‿etjɛn də lyɡdaʁɛs]）是法国阿尔代什省的一个市镇，属于拉让蒂耶尔区。

## 地理
圣艾蒂安-德吕格达雷斯（44°39'5"N, 3°57'20"E）面积50.34 平方千米，位于法国奥弗涅-罗讷-阿尔卑斯大区阿尔代什省，该省份为法国东南部内陆省份，北起顺时针与卢瓦尔省、伊泽尔省、德龙省、沃克吕兹省、加尔省、洛泽尔省和上盧瓦爾省接壤。
与圣艾蒂安-德吕格达雷斯接壤的市镇（或旧市镇、城区）包括：阿斯泰、博尔讷、塞利耶迪吕克、拉韦吕讷、勒普拉尼亚勒、吕克、圣洛朗莱班-拉瓦勒多雷勒。
圣艾蒂安-德吕格达雷斯的时区为UTC+01:00、UTC+02:00（夏令时）。

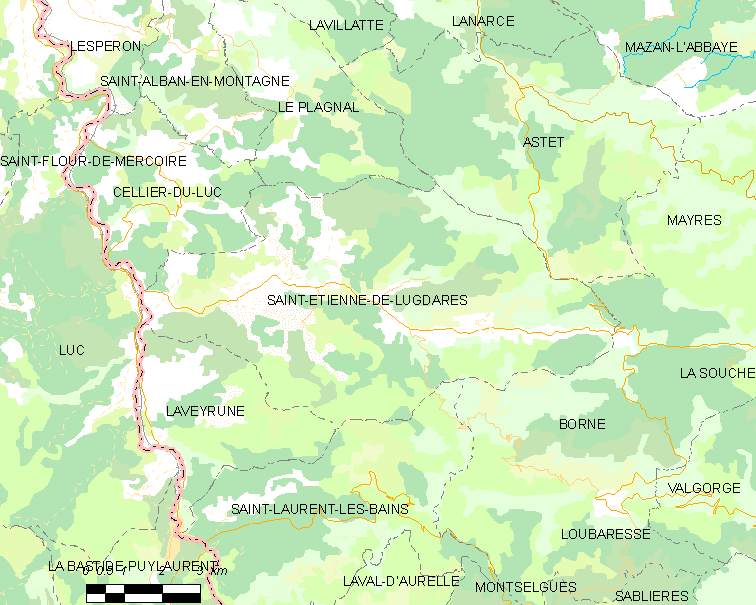
圣艾蒂安-德吕格达雷斯的OSM定位图

## 行政
圣艾蒂安-德吕格达雷斯的邮政编码为07590，INSEE市镇编码为07232。

## 政治
圣艾蒂安-德吕格达雷斯所属的省级选区为上阿尔代什县。

## 人口
圣艾蒂安-德吕格达雷斯于2022年1月1日时的人口数量为407人。

1962-2008年间圣艾蒂安-德吕格达雷斯人口变化图示